# メアリー・オブ・グエルダース
メアリー・オブ・グエルダーズ（英: Mary of Guelders, 1434年 - 1463年12月1日）は、スコットランド王ジェームズ2世の王妃。オランダ語名はマリア・ファン・ヘルレ（蘭: Maria van Gelre）、ドイツ語名はマリア・フォン・ゲルデルン（独: Maria von Geldern）。

## 生涯
ゲルデルン公アルノルトとその妻カタリーナ・フォン・クレーフェの長女として、フラーフェ（現在のオランダ・北ブラバント州）で生まれた。1449年7月3日、ホリールード寺院でジェームズと結婚した。メアリーの母方の曾祖父がブルゴーニュ公ジャン（無畏公）であることが、王妃に迎えられる決め手となったと言われている。7子を生む。夫がわずか30歳で事故死したため、幼いジェームズ3世の摂政を務めた。敬虔なキリスト教徒であり、夫を記念してトリニティ・カレッジ教会（エディンバラ旧市街）を建てた。亡くなるとこの教会に葬られたが、1848年にホリールード寺院へ移された。

## 子女
- ステュアート（1450年、夭折）
- メアリー（1451年 - 1488年） - アラン伯トマス・ボイドの妻
- ジェームズ3世（1453年 - 1488年） - スコットランド王
- マーガレット
- アレグザンダー（1454年 - 1485年） - オールバニ公
- デイヴィッド（1455年 - 1457年） - マリ伯
- ジョン（1459年 - 1479年） - マー伯